# NGC 7509
NGC 7509 este o galaxie activă situată în constelația Pegas. A fost descoperită în 8 august 1886 de către Lewis A. Swift. Se află la o distanță de 66,35 de megaparseci de Pământ.